# Discodorididae
Discodorididae zijn een familie van weekdieren uit de klasse van de Gastropoda (slakken).

## Geslachten
- Alloiodoris Bergh, 1904
- Aporodoris Ihering, 1886
- Argus Bohadsch, 1761
- Asteronotus Ehrenberg, 1831
- Atagema Gray, 1850
- Baptodoris Bergh, 1884
- Carminodoris Bergh, 1889
- Diaulula Bergh, 1878
- Dictyodoris Bergh, 1880
- Discodoris Bergh, 1877
- Gargamella Bergh, 1894
- Geitodoris Bergh, 1891
- Gravieria Vayssiere, 1912
- Halgerda Bergh, 1880
- Hiatodoris Dayrat, 2010
- Hoplodoris Bergh, 1880
- Jorunna Bergh, 1876
- Nirva Bergh, 1905
- Nophodoris Valdés & Gosliner, 2001
- Paradoris Bergh, 1884
- Peltodoris Bergh, 1880
- Peronodoris Bergh, 1904
- Platydoris Bergh, 1877
- Rostanga Bergh, 1879
- Sclerodoris Eliot, 1904
- Sebadoris Er. Marcus & Ev. Marcus, 1960
- Taringa Er. Marcus, 1955
- Tayuva Er. Marcus & Ev. Marcus, 1967
- Thordisa Bergh, 1877
- Thorybopus Bouchet, 1977